# Philippi Glacier (glaciär i Antarktis)
Philippi Glacier är en glaciär i Antarktis. Den ligger i Östantarktis. Australien gör anspråk på området. Philippi Glacier ligger 54 meter över havet.
Terrängen runt Philippi Glacier är platt norrut, men söderut är den kuperad. Trakten är obefolkad. Det finns inga samhällen i närheten.